# Koga (Ibaraki)
Koga  (古河市  Koga-shi?) es una ciudad situada en la prefectura de Ibaraki, en Japón. Tiene una población estimada, a inicios de septiembre de 2022, de 141 161 habitantes.

## Historia
La localidad se constituyó como tal en el siglo XVI, cuando se edificó un castillo y un pueblo se formó a su alrededor.
La ciudad moderna fue fundada el 1 de agosto de 1950. El 12 de septiembre de 2005, a Koga absorbió los pueblos de Sanwa y Sōwa, del distrito de Sashima, creándose así la nueva y más amplia ciudad de Koga. El nuevo ayuntamiento se encuentra ubicado en Sowa.  

## Geografía
La ciudad está ubicada en el extremo suroeste de la prefectura de Ibaraki.
Localizado casi en el centro de la región de Kantō, el territorio de Koga es muy llano. El río Tone fluye hacia el este en la parte sur de la ciudad y el río Watarase fluye a través del oeste.
Su territorio limita al noreste con  Yūki; al este con Yachiyo; al sureste con Bandō;  al sur con Sakai y Goka; al suroeste con Kuki y Kazo  pertenecientes a la prefectura de Saitama, y al noroeste con Tochigi, Nogi y Oyama, pertenecientes a la prefectura de Tochigi. Itakura, de la prefectura de Gunma, está separado unos 2 kilómetros de la frontera de Koga.

## Sitios de interés
- Museo de Historia de Koga

- Templo budista Hase Kannon.

- Santuario Suzume

- Parque Koen Sogo, cerca del río Watarase

- Ruinas del Castillo Koga

## Transporte
Por carretera accediendo a la Ruta Nacional 4 o a la Ruta Nacional 4 Bypass y viajando al sur, está comunicada con la ciudad de Tokio.
A través de la Ruta Nacional 125 o de la Ruta Nacional 354 con desplazamiento al este, se comunica con las ciudades de Tsukuba y Tsuchiura, entre otras. Por esas mismas rutas anteriores, también viajando al este, y cambiando en la intercepción a la Ruta Nacional 408 e yendo al sureste, se accede al Aeropuerto Internacional de Narita, en la ciudad de Narita. 
Por tren para viajar a Tokio, por la ciudad transcurre la vía férrea “Línea principal Tōhoku”,  a la cual se puede acceder por la Estación Koga con rumbo al sur. Por la misma estación y la misma línea férrea referida con destino al norte, se llega a la capital de la prefectura de Tochigi, la ciudad de Utsunomiya.

## Galería de imágenes

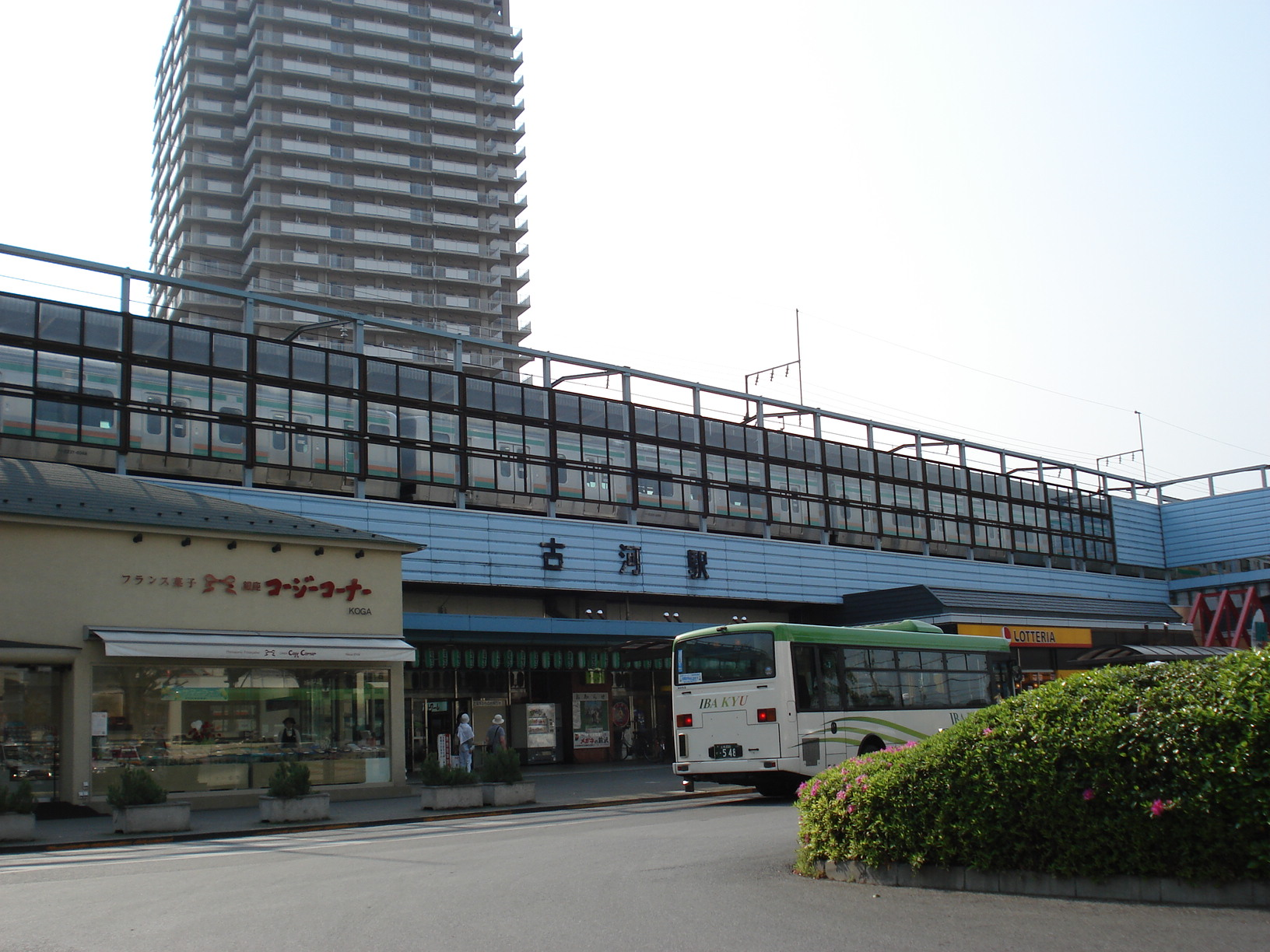
Estación de Koga.
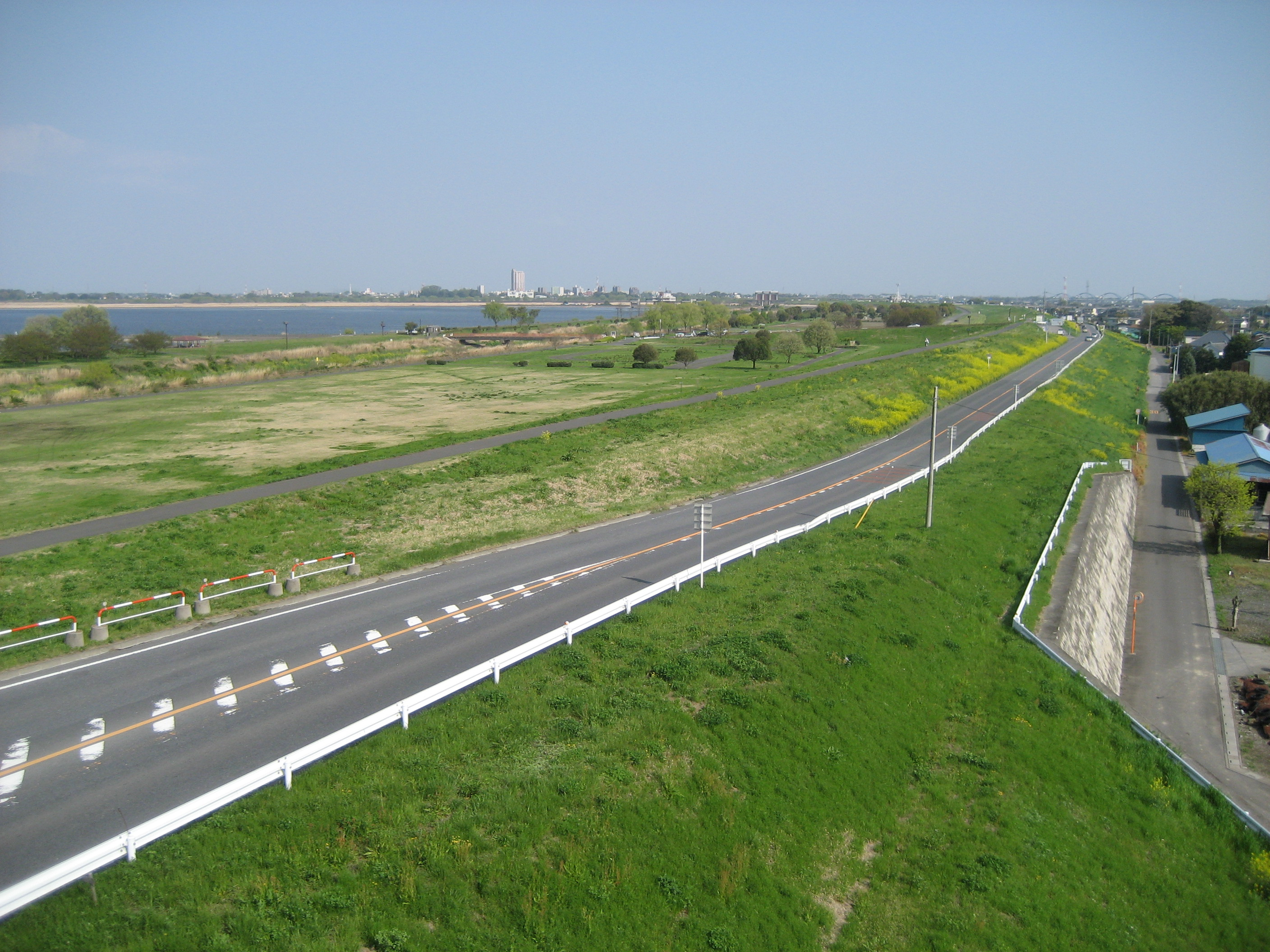
Vía Sano (Tochigi) a Koga, a la izquierda el reservorio Watarase.
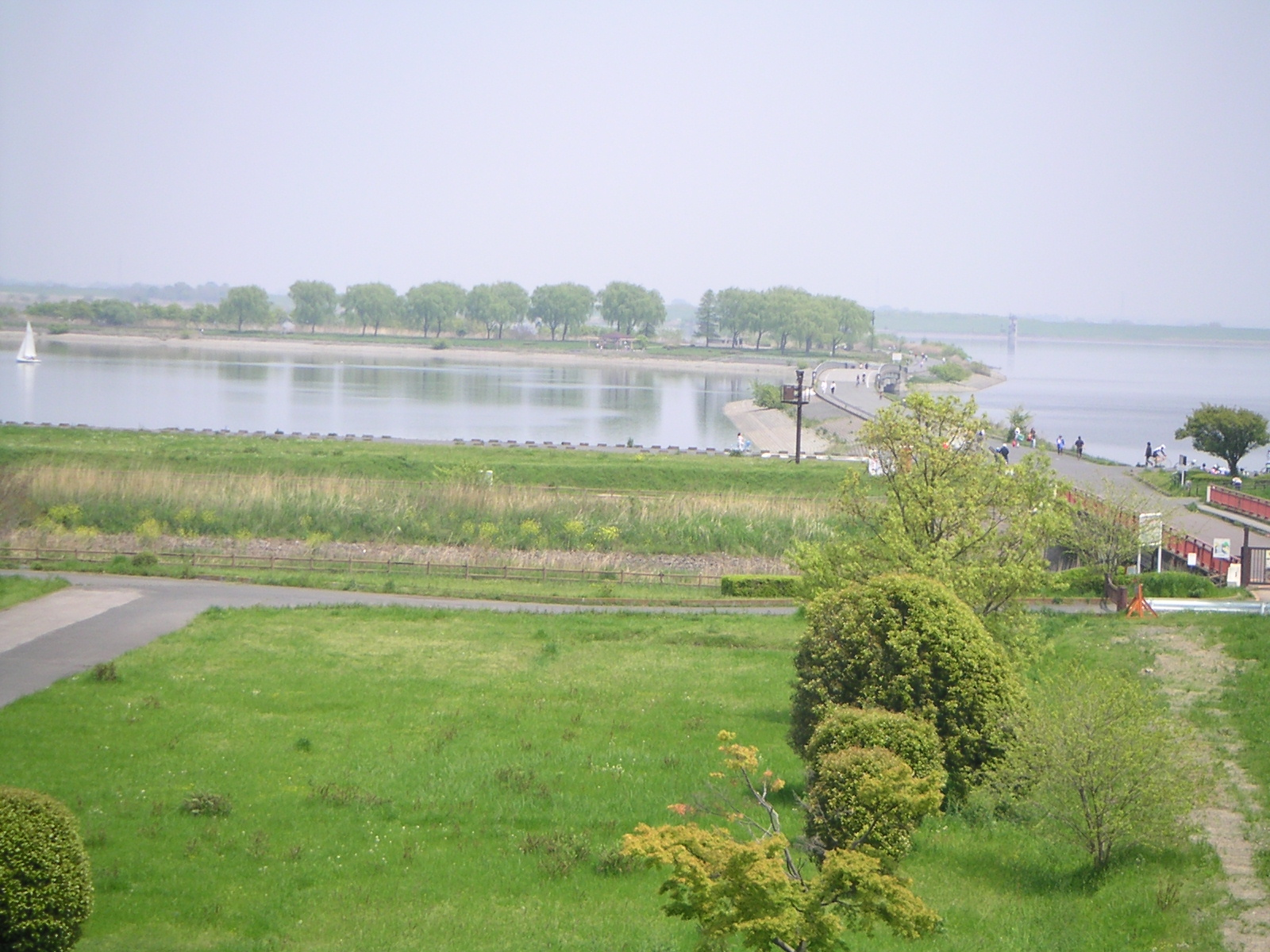
Reservorio (estanque) Watarase.
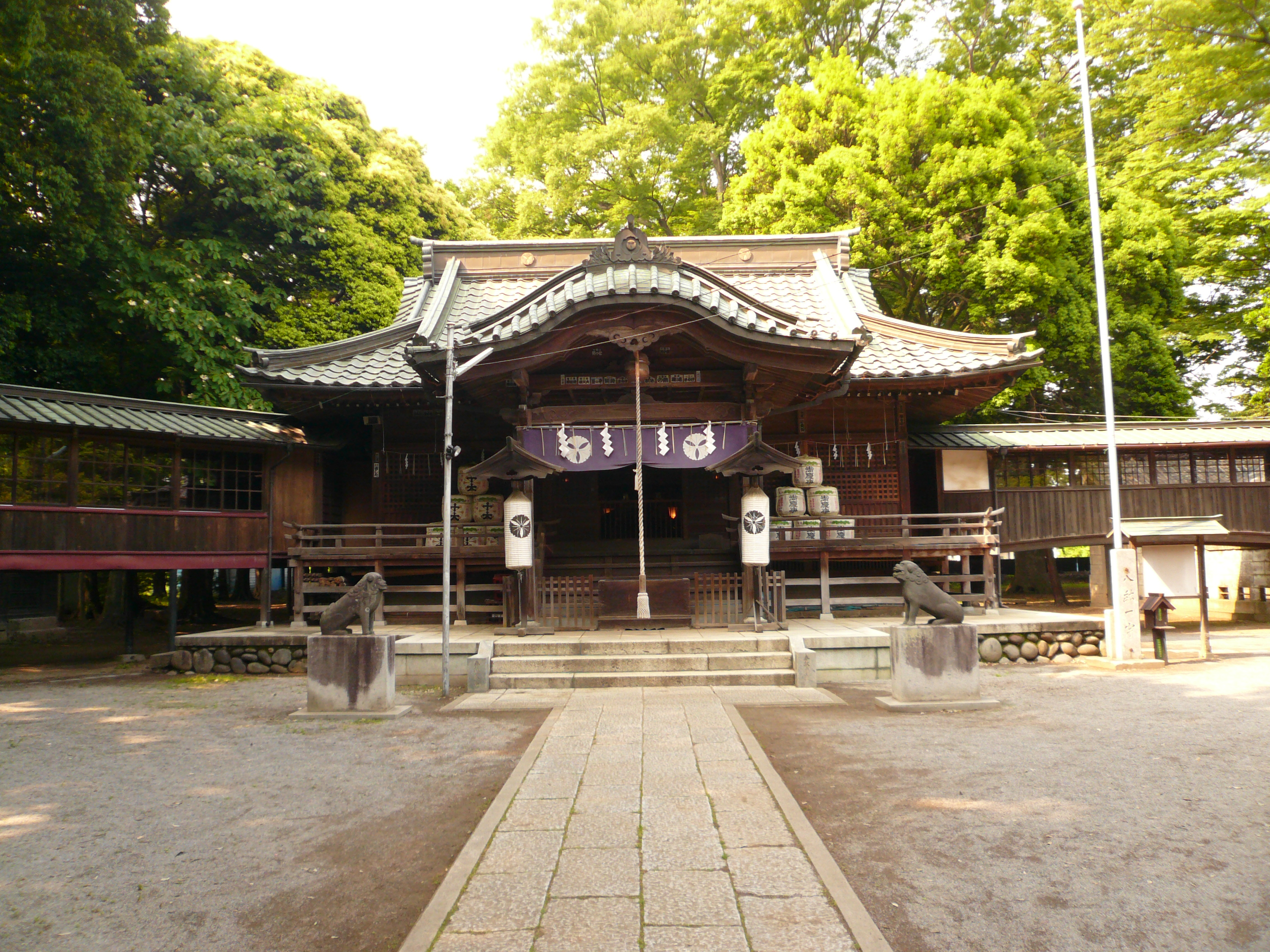
Santuario Suzume (Sintoísmo).
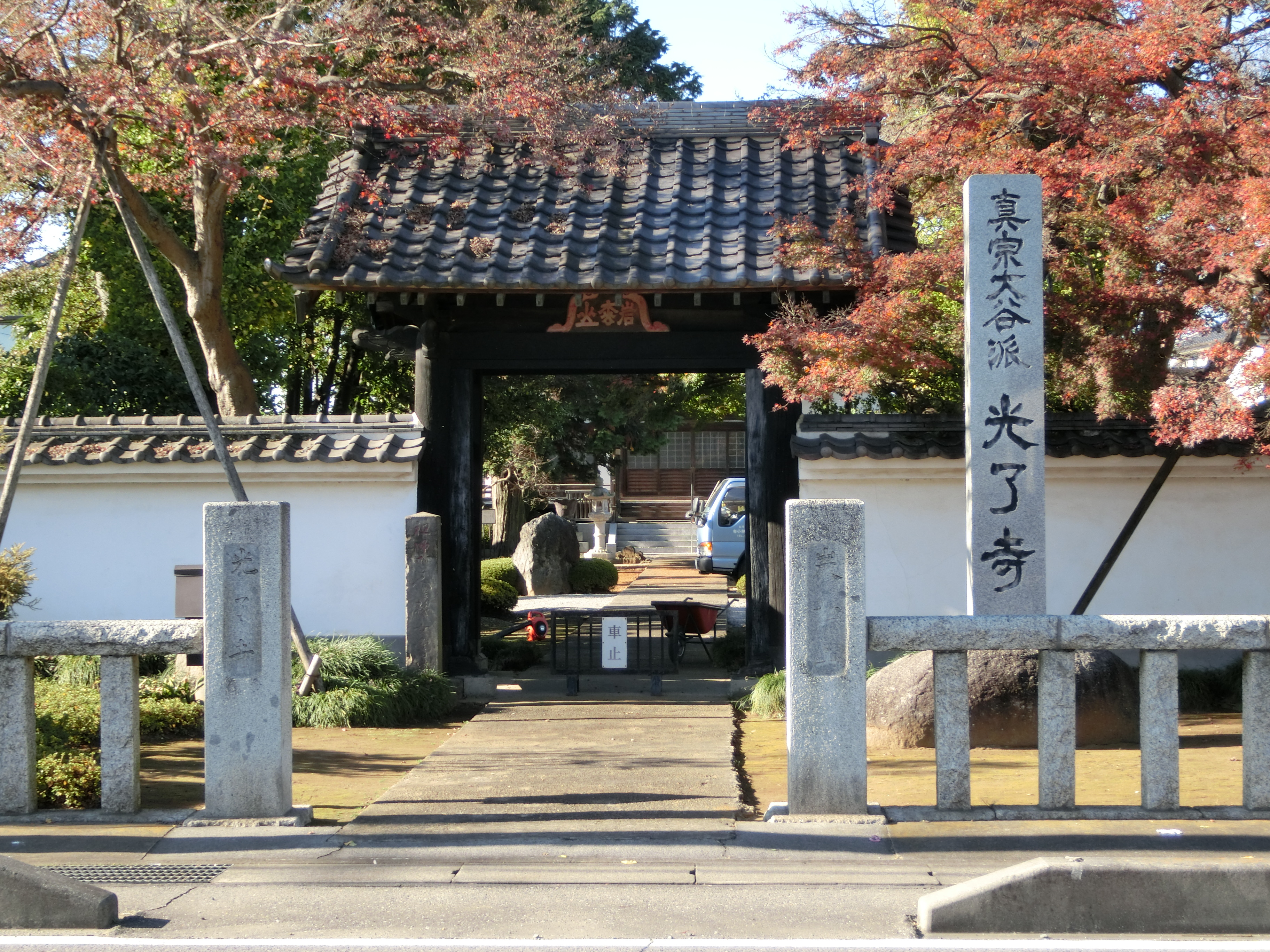
Templo Kōryō (Budismo).
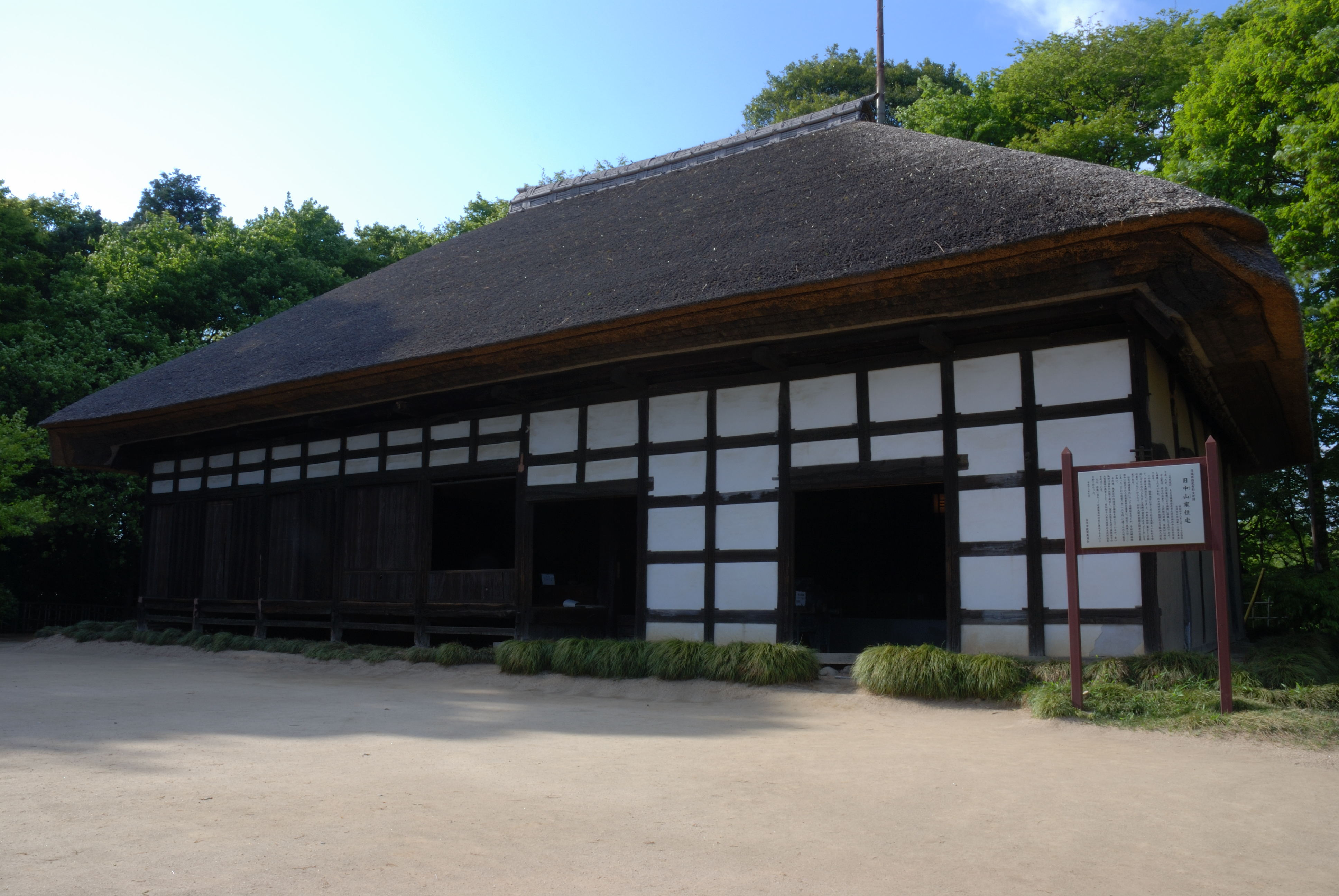
Casa Nakayama, vivienda antigua.
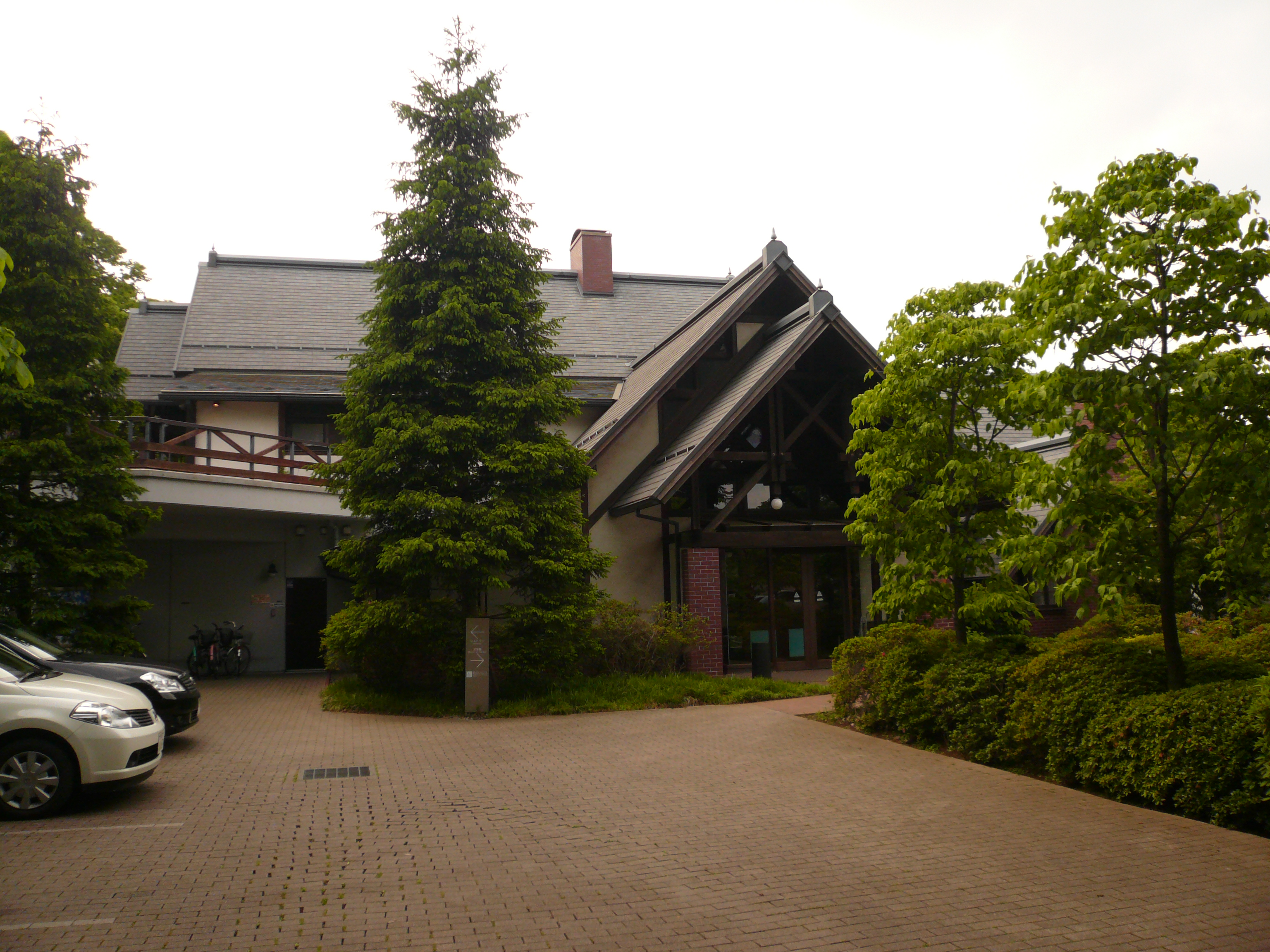
Museo de Literatura de Koga.